# Bradley M. Kuhn
Bradley M. Kuhn (Maryland, 1973) è un programmatore e hacker statunitense.  Egli è anche un attivista a favore del software libero negli Stati Uniti d'America. Kuhn è attualmente il Direttore FLOSS Community Liaison and Technology del Software Freedom Law Center (SFLC) e presidente del Software Freedom Conservancy. In precedenza ha lavorato come Direttore Esecutivo per la Free Software Foundation (FSF) dal 2001 fino al marzo del 2005.

## Primi anni
Kuhn frequentò la Loyola Blakefield, iniziano con la loro scuola media nel settembre del 1985. Si è diplomanto nel giugno del 1991.
Nel settembre del 1991, Kuhn si iscrisse al Loyola College in Maryland e si è laureato nel maggio del 1995 con summa cum laude come Dottore in Computer Science ed è stato premiato con la James D. Rozics medal per i suoi risultati nel campo della Computer Science ed è diventato membro del Phi Beta Kappa. Mentre si stava laureando, ha disegnato un laboratorio di computer studentesco sulla Distribuzione Linux SLS. Il suo maestro mentre si stava laureando è stato David Binkley.
Nel settembre 1995, iniziò a laurearsi in Computer Science alla University of Delaware ma lasciò il programma appena dopo il primo semestre. Durante gli anni '90, Kuhn lavorò nell'area dell sviluppo software e amministrazione di sistema, presso varie compagnie, come la Lucent Technologies e Westinghouse.

## Laurea
Kuhn ritornò all'università nel settembre 1997 nel programma di Computer Science all'University of Cincinnati. Il suo maestro durante la laurea fu John Franco.
La tesi di Kuhn si focalizzava sulla interoperabilità dinamica dei linguaggi del software libero, utilizzando un port di Perl per la Java Virtual Machine come esempio. Larry Wall fece parte del comitato della tesi di Kuhn.
Kuhn fu assunto per insegnare AP Computer Science al Walnut Hills High School per gli anni accademici 1998-1999.
Kuhn è stato un volontario della Free Software Foundation quando era all'università ed è stato assunto come assistente part time di Richard Stallman nel gennaio del 2000.
Kuhn è stato anche uno dei primi e attivi membri del Cincinnati Linux User Group in questo periodo.

## Carriera Non-profit
Kuhn è stato assunto per lavorare a tempo pieno per la FSF nel tardo 2000 ed è stato promosso a Direttore Esecutivo nel marzo 2001. Kuhn lanciò la FSF's Associate Membership campaign (campagna per associarsi come membri alla FSF) e formalizzò i suoi sforzi per applicare la GNU General Public License (GPL) nei  GPL Compliance Labs. Kuhn lasciò la FSF nel marzo 2005 per aiutare Eben Moglen e Daniel Ravicher fondando il Software Freedom Law Center.
Kuhn attualmente lavora come CTO del Software Freedom Law Center, e come presidente di un'associazione affiliata, il Software Freedom Conservancy.